# Dasypoda morotei
Dasypoda morotei là một loài ong trong họ Melittidae. Loài này được Quilis miêu tả khoa học đầu tiên năm 1928.